# Дурилін Сергій Миколайович
Сергій Миколайович Дури́лін (рос. Сергей Николаевич Дурылин; псевдоніми: Сергій Сєвєрний, Р. Артем, Бібліофіл, М. Васильєв, С. Д., І. Комісаров, Н. Кутанов, В. Нікітін, Д. Ніколаєв, С. Ніколаєв, Д. Ніколаєв-Дурилін, Н. Сергєєв, М. Раєвський, С. Раєвський, Сергій Раєвський; нар. 26 вересня 1886, Москва — пом. 14 грудня 1954, Болшево) — російський письменник, історик літератури й театру, мистецтвознавець. Доктор філологічних наук з 1944 року, професор з 1945 року; член-кореспондент Академії наук СРСР з 1945 року.

## Біографія
Народився 14 [26] вересня 1886 року в місті Москві (нині Російська Федерація) в сім'ї купця. З 1897 по грудень 1903 року навчався в IV-й Московській чоловічій гімназії. Зблизився з революційним підпіллям. Протягом у 1906—1908 років був кілька разів заарештований. У 1904—1913 роках співпрацював з видавництвом «Посередник», друкувався у журналах «Вільне виховання» (1907—1913; з 1907 року — секретар редакції); «Маяк» (1909—1913), «Терези» (1909), «Російська думка», «Известия археологічного товариства вивчення російської Півночі» (1913), «Известия товариства вивчення Олонецької губернії» (1913); в альманаху «Труди і дні» (1913); газетах «Нова Земля» (1910, 1912), «Російські Відомості» (1910—1913) і низці інших друкованих видань. Одночасно протягом 1910—1914 навчався в Московському археологічному інституті. Дипломна робота — іконографія святої Софії.
З початком Першої світової війни приєднався до релігійно-філософського гуртка, вбачаючи призначення Російської імперії зберегти православ'я. У 1917 році прийняв духовний сан. 22 червня 1922 року був заарештований за звинуваченням у антирадянській діяльності і поміщений до Бутирської в'язниці, а потім на півроку — до Владимирської. У 1923 році за свої релігійно-філософські переконання висланий у Челябінську область. 26 вересня 1924 року рішенням Особливої наради при колегії Об'єднаного державного політичного управління достроково звільнений від адміністративного покарання з дозволом проживати у всіх містах країни. У 1927 році заарештований знову і висланий в Томськ, де мешкав три роки. З Томська у 1930 році був переведений жити в місто Киржач Владимирської області.
Після звільнення впродовж років жив у Москві, а з 1936 року в Болшево (нині у складі міста Корольова, Російська Федерація). У 1931–1949 роках працював у Державному інституті театрального мистецтва, та одночасно з 1945 року в Інституті історії мистецтв АН СРСР. У 1949 році за дослідження в галузі російської класичної драматургії, сценічної історії п'єс, вивчення проблем акторської творчості був нагороджений орденом Трудового Червоного Прапора. Помер в Болшево 14 грудня 1954 року. Похований в Москві на Даниловському цвинтарі.

## Наукова діяльність
Автор праць з історії російської літератури, зокренма про творчість Костянтина Леонтьєва, Михайла Лермонтова, Миколи Гоголя, Олександра Островського, Федора Достоєвського.
Досліджував психологію художньої творчості, зв'язки літератури з театром, музикою, живописом. Після 1945 року вивчав історію українського театру, російсько-українські культурні зв'язки. Серед праць:
- «М. К. Заньковецкая» (1954; український переклад — «Марія Заньковецька», Київ, 1955);
- в книзі «Творча єдність: з історії українсько-російських театральних зв'язків» (Київ, 1957):
  - «З історії українсько-російських театральних зв'язків»;
  - «Щепкін і Україна»;
  - «Мова братнього народу»;
  - «Айра Олдрідж і Тарас Шевченко».

Про п'єси Івана Котляревського відгукнувся як про творіння народного поета, взяте з глибин народного життя. 
У статті «Крепостные дети» (книга «Крепостные дети: Очерк С. Дурылина. — Песни о неволе и воле», Москва, 1911) окремий розділ присвятив Тарасу Шевченку. 
У дослідженні «Из семейной хроники Гоголя: Переписка В. А. и М. И. Гоголь-Яновских, письма М. И. Гоголь к Аксаковым» (Москва, 1928) є значний матеріал про українську культуру.

## Пам'ять
- У місті Корольові у 1993 році в мікрорайоні Болшево відкрито «Музей-квартиру Сергія Миколайовича Дуриліна». У 2006 році цей будинок-музей виграв конкурс на отримання президентських грантів в галузі культури та мистецтва;
- На честь Дуриліна названа одна з міських вулиць міста Корольова і Болшевська міська бібліотека № 2;
- У Корольові міською адміністрацією з 2008 року заснована «Літературна премія пам'яті Сергія Миколайовича Дуриліна». У конкурсі беруть участь прозаїки, поети, публіцисти, дитячі письменники у п'яти номінаціях: «Проза», «Поезія», «Драматургія», «Літературознавство», «Публіцистика» та «Відкриття року»[4].